# Коста Христов (Годиве)
 Тази статия е за крушевският войвода.  За гевгелийския войвода вижте Коста Христов – Попето.  
Коста Христов Димитров е български революционер, крушевски войвода на Вътрешната македоно-одринска революционна организация.

## Биография
Коста Христов е роден в охридското село Годиве, тогава в Османската империя. Присъединява се към ВМОРО и става крушевски войвода. По време на Илинденско-Преображенското въстание участва в охраната на прохода Муратова чешма край Крушево и в отбраната на Крушевската република. Загива с цялата си чета в сражение при село Зашле в местността Пърнич на 14 септември 1903 година.